# Henri-Alexandre Junod
Pour les articles homonymes, voir Junod.
Henri-Alexandre Junod, né le 17 mai 1863 à Chézard-Saint-Martin, dans le canton de Neuchâtel, et mort le 22 avril 1934 à Genève, est un missionnaire protestant, ethnographe africaniste suisse.

## Biographie
Fils d'Henri Junod, pasteur, Henri-Alexandre est lui aussi consacré le 27 octobre 1885, et exerce son ministère pastoral à Môtiers, le 3 janvier 1886.  En 1881, il est reçu "proposant" à la Faculté de théologie de l'Église indépendante de Neuchâtel.
En juin 1886, le Conseil de la Mission romande l'admet comme missionnaire. Il épouse en 1889 Émilie Biolley, puis en 1904 Hélène Kern.
Junod effectue quatre séjours en Afrique : de juillet 1889 à juin 1896, de mai 1899 à avril 1903, de juin 1904 à juillet 1909, enfin de juin 1913 à octobre 1920. Il est actif à Rikatla (1889-1896), et fonde une école évangélique à Shiluvane en Afrique du Sud (1899-1907). Henri A. Junod étudie l'organisation sociale et la religion des Tsongas d'Afrique du Sud. «Il y aurait double erreur à confondre le nom de cette population, prononcé à la française, avec les Tonga de Rhodésie du Nord ou les Chona Tonga du bas Zambèze. Les Tsonga de Junod sont une population appartenant au grand groupe linguistique bantou ; elle compte 750 000 âmes et habite le Mozambique.» (M. Palau-Marti). Il est un pionnier en analyse fonctionnelle d'une culture.

### Publications
- Grammaire ronga, rééd. 1976. Sur un dialecte des Tsonga.
- Chants et contes Ba Ronga (1897), Kraus reprint 1970
- Les Ba Ronga, étude ethnographique sur les indigènes de la baie de Delagoa, Neufchâtel, Attinger, 1898, 519 p.
- Les Vandau, de l'Afrique orientale portugaise, 1935
- Mœurs et coutumes des Bantous. La vie d'une tribu sud-africaine, Payot, 1936. Il s'agit des Tsonga du Sud du Mozambique.
  - t. I : Vie sociale, 515 p. 
  - t. II : Vie mentale, 580 p. 
  - ouvrage postérieur à l'édition anglaise : The life of a South African Tribe, Londres, 2 vol., 1912 et 1913, 2° éd. 1927

### Études sur Henri-A. Junod
- Henri Philippe Junod, Henri-A. Junod. Missionnaire et Savant 1863-1934, Lausanne, Mission suisse dans l'Afrique du Sud, 1934.
- Jan van Butselaar, Africains, Missionnaires et Colonialistes. Les origines de l'Église presbytérienne du Mozambique (Mission Suiss), 1880-1896, Leyde, Brill, 1984.
- Roland Kaehr, « Comment un tigre devient léopard [à propos d'Henri-Alexandre Junod] », Passé simple, no 63,‎ mars 2021, p. 23-25.